# Ранчо Сан Дијего (Калифорнија)
Ранчо Сан Дијего (енгл. Rancho San Diego) насељено је место без административног статуса у америчкој савезној држави Калифорнија.

## Демографија
По попису из 2010. године број становника је 21.208, што је 1.053 (5,2%) становника више него 2000. године.
| Група             | 2000.          | 2010.          |
| Белци             | 15.583 (77,3%) | 15.503 (73,1%) |
| Афроамериканци    | 656 (3,3%)     | 817 (3,9%)     |
| Азијати           | 838 (4,2%)     | 940 (4,4%)     |
| Хиспаноамериканци | 2.177 (10,8%)  | 3.117 (14,7%)  |
| Укупно            | 20.155         | 21.208         |